# Závada (Nitra)
Závada (in ungherese Nyitrazávod) è un comune della Slovacchia facente parte del distretto di Topoľčany, nella regione di Nitra.